# Los Angeles Rams 1950
La stagione 1950 dei Los Angeles Rams è stata la 13ª della franchigia nella National Football League e la quinta Los Angeles I Rams del 1950 detengono il record NFL di tutti i tempi per media punti segnati a partita, 38,8. I loro 466 punti segnati furono il massimo del decennio nella lega, più di 70 punti dei secondi classificati, gli stessi Rams del 1951.

## Calendario

### Stagione regolare
| Stagione regolare |                        |                    |                               |
| Turno             | Avversario             | Risultato          | Stadio                        |
| 1                 | Chicago Bears          | S 20–24            | Los Angeles Memorial Coliseum |
| 2                 | New York Yanks         | V 45–28            | Los Angeles Memorial Coliseum |
| 3                 | at San Francisco 49ers | V 35–14            | Kezar Stadium                 |
| 4                 | at Philadelphia Eagles | S 20–56            | Shibe Park                    |
| 5                 | at Detroit Lions       | V 30–28            | Briggs Stadium                |
| 6                 | Baltimore Colts        | V 70–27            | Los Angeles Memorial Coliseum |
| 7                 | Detroit Lions          | V 65–24            | Los Angeles Memorial Coliseum |
| 8                 | San Francisco 49ers    | V 28–21            | Los Angeles Memorial Coliseum |
| 9                 | at Green Bay Packers   | V 45–14            | Wisconsin State Fair Park     |
| 10                | at New York Yanks      | V 43–35            | Yankee Stadium                |
| 11                | at Chicago Bears       | S 14–24            | Wrigley Field                 |
| 12                | Green Bay Packers      | V 51–14            | Los Angeles Memorial Coliseum |
| 13                | Settimana di pausa     | Settimana di pausa |                               |

### Playoff
| Playoff    |             |                     |           |                               |
| Turno      | Data        | Avversario          | Risultato | Stadio                        |
| Conference | 17 dicembre | Chicago Bears       | V 24–14   | Los Angeles Memorial Coliseum |
| Finale     | 24 dicembre | at Cleveland Browns | S 28–30   | Cleveland Stadium             |

## Classifiche
| NFL Western Division |   |    |   |      |      |     |     |     |
|                      | V | S  | P | %    | CONF | PF  | PSS | STR |
| Los Angeles Rams     | 9 | 3  | 0 | .750 | 9–2  | 466 | 309 | V1  |
| Chicago Bears        | 9 | 3  | 0 | .750 | 8–2  | 279 | 207 | V1  |
| New York Yanks       | 7 | 5  | 0 | .583 | 7–4  | 366 | 367 | V1  |
| Detroit Lions        | 6 | 6  | 0 | .500 | 5–6  | 321 | 285 | S1  |
| San Francisco 49ers  | 3 | 9  | 0 | .250 | 3–8  | 213 | 300 | V1  |
| Green Bay Packers    | 3 | 9  | 0 | .250 | 2–9  | 244 | 406 | S2  |
| Baltimore Colts      | 1 | 11 | 0 | .083 | 1–4  | 213 | 462 | S5  |

Nota: I pareggi non venivano conteggiati ai fini della classifica fino al 1972.